# 苏联大百科全书
《蘇聯大百科全書》（俄語：Большая советская энциклопедия，羅馬化：Bolsháya sovétskaya entsiklopédiya，縮寫为、BSE）是俄羅斯及全世界最大規模及最完整的百科全書之一。该百科全书是根据苏共中央的决定，由苏联百科全书出版社负责组稿、编纂和出版的。苏共中央的决定规定了《大百科》的编纂方针和纲要，其基本内容后来以“编者的话”的形式载于全书卷首。该书在1926至1981年間出版。2002年起，以《俄羅斯大百科全書》的名義重新出版。

## 版本
《蘇聯大百科全書》共有三个版本。

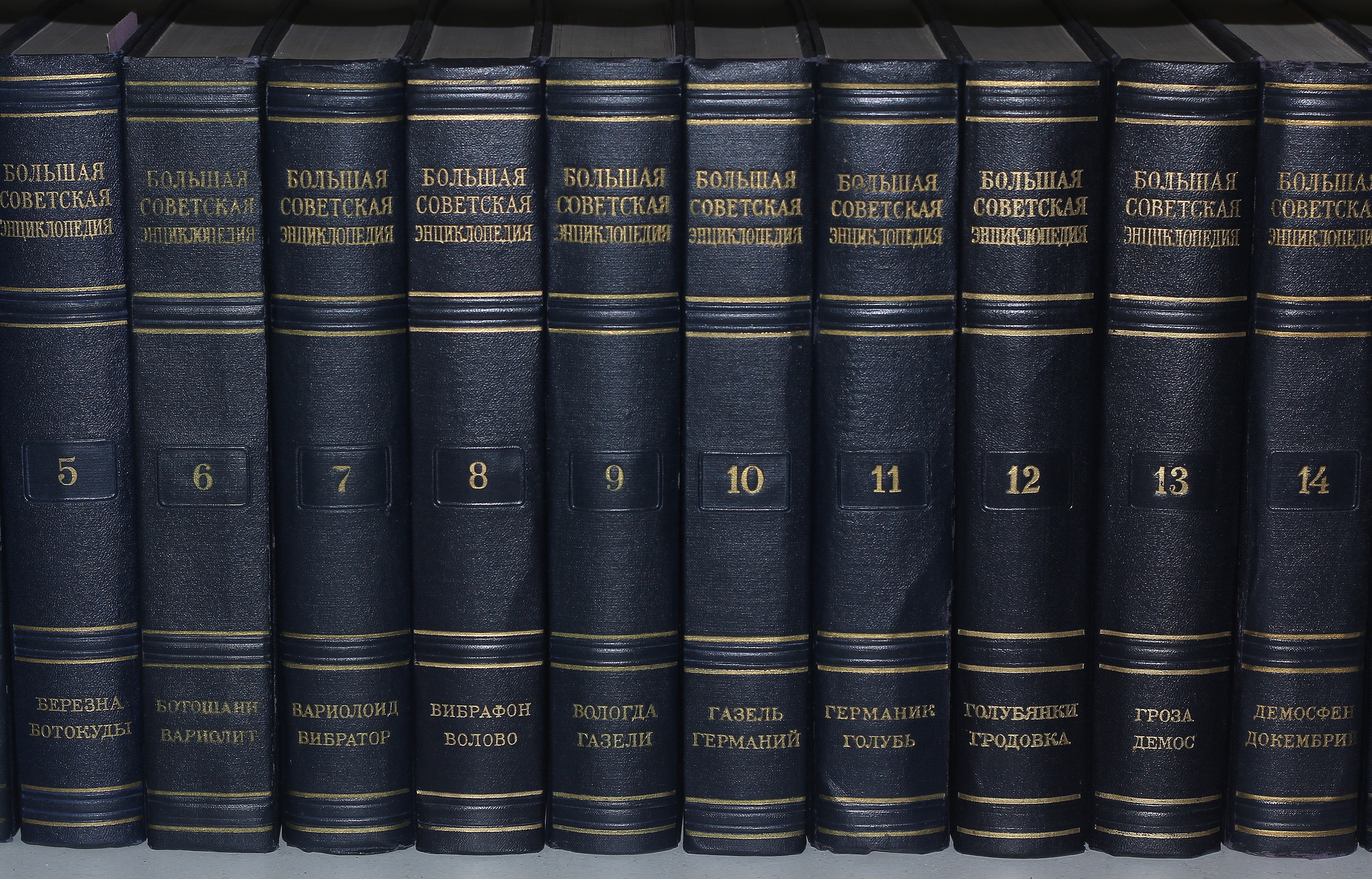
《苏联大百科全书》第二版

- 初版共分65冊，6萬5千條條目，另外加上補充冊，在1926年至1947年間陸續出版。主編是奧托·許密特（直至1941年）。
- 第二版共有50冊，10萬條條目，另加補充冊，在1950年至1958年間出版。主編是艾雲沙治·瓦維洛夫（直至1951年）及鲍里斯·阿列克谢耶维奇·維登斯基（俄语：Введенский, Борис Алексеевич）（直至1969年）。第二版撰稿的专家、学者约共一万五千余人。[1]1960年，才出版兩冊索引冊。
- 第三版共计30冊，约10萬條條目，210萬字，附插图35,836幅、地图1,650幅, 在1969年至1978年間出版。另有人名索引一冊，于1981年出版。[1]该版由苏联大百科全书编委会集体编辑，Б·A·维登斯基（1967年－1969年）、亚历山大·普罗霍罗夫（1969年－）先后任主编，莫斯科苏联百科全书出版社出版。其聘请的各学科、各专业的学术顾问有六百余人。还有四十四个国家的学者和其他人士参加各项工作。共收入词条十万多条。如同第一版，第三版特别设立了“苏联”专卷（第24卷二分册）。第三版大量收入了反映现代科学进展的新词。[2]

1957年至1990年，每年出版「蘇聯大百科全書年鑑」來增添關於蘇聯及世界其他國家的條目。到2000年，第三版的內容完完整整地變成第一個在線版本。

## 重要編輯者
《蘇聯大百科全書》由多位首席科學家及政治家所編寫，包括了哈密德·阿里米揚、維克托·安巴楚勉、尼可萊·拜巴可夫、米可拉·巴尚、尼可雷·波哥留波夫、安垂·巴布諾夫、尼古拉·布哈林、尼哥萊·布登柯、米哈伊爾·伏龍芝、維克多·古魯許柯夫、伊果·古拉巴、維尼亞明·卡甘、伊凡·克努揚茲、安德雷·柯爾莫哥洛夫、瓦列里安·古比雪夫、安那托里·魯那查斯基、伏拉迪莫·歐布魯契夫、亞歷山大·歐帕林、尤里·瓦西雷維奇·普羅霍洛夫、卡爾·拉迪克、格列布·克尔日扎诺夫斯基、尼可萊·塞馬許柯及克里門特·伏羅希洛夫。

## 翻译

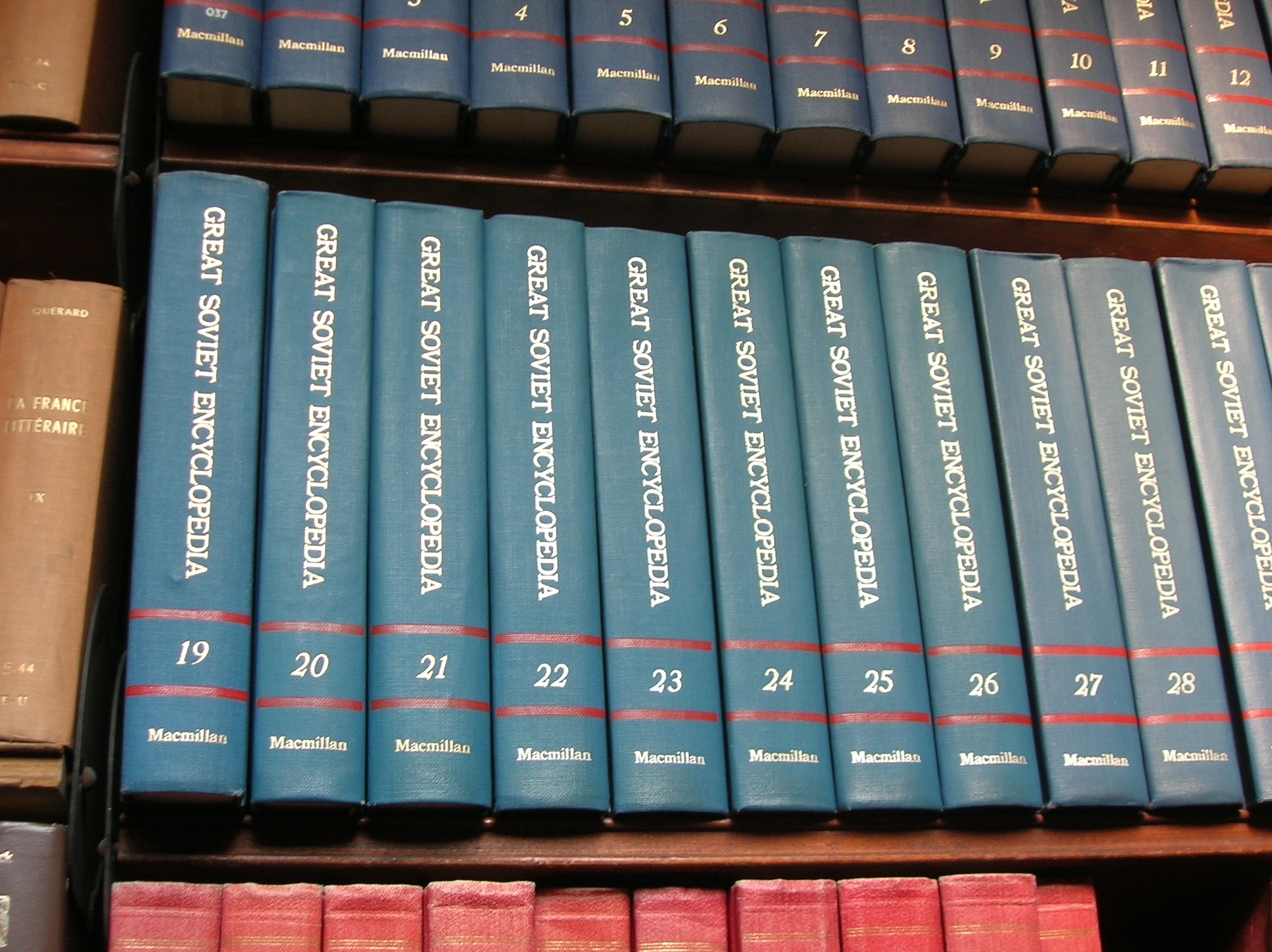
英译版《苏联大百科全书》

1950年代，中国翻译出版过《苏联大百科全书选译》，由人民出版社、三联书店等出版。英译本（英語：Great Soviet Encyclopedia）由美国麦克米伦公司1973一1983年陆续翻译出版，共32卷。基本上反映了原书的内容，省略的只是某些纯粹是百科式的小条目（在英译本总条目表上有*符号），不到全部字数的百分之一。

## 有關書籍
- Great Soviet encyclopedia, ed. A. M. Prokhorov (New York: Macmillan, London: Collier Macmillan, 1974–1983) 31 volumes, three volumes of indexes. Translation of third Russian edition of Bol'shaya sovetskaya entsiklopediya（英译本）
- Kister, Kenneth. Kister's Best Encyclopedias. 2nd ed. (1994)